# James Kahn
James Kahn (* 1947 in San Diego) ist ein US-amerikanischer Fantasy und Science-Fiction-Autor.
Bekannt ist er vor allem für seine Bücher zu diversen Filmreihen. James Kahn schrieb mehrere Star Wars Bücher für George Lucas sowie die Poltergeist-Reihe und Indiana Jones und der Tempel des Todes. Auch hat er für TV-Serien wie Melrose Place und Star Trek: The Next Generation geschrieben und war von 1996 bis 1998 Produzent von der Serie Melrose Place.

## Werke (Auswahl)
- Diagnose: Mörder, 1978
- Poltergeist, 1982
- Star Wars – Rückkehr der Jedi Ritter, 1983
- Indiana Jones und der Tempel des Todes, 1984
- Poltergeist – Die andere Seite, 1986
- Die Goonies, 1986